# Semiothisa interlineata
Semiothisa interlineata är en fjärilsart som beskrevs av W. Warren 1904. Semiothisa interlineata ingår i släktet Semiothisa och familjen mätare. Inga underarter finns listade i Catalogue of Life.